# Hemlocksläktet
Hemlocksläktet (latin: Tsuga), även hemlocksgransläktet, är ett släkte inom familjen tallväxter. Släktet beskrevs av Stephan Ladislaus Endlicher, och fick sitt nu gällande släktnamn av Élie Abel Carrière. Det vetenskapliga namnet kommer från det japanska namnet för hemlock. Släktet återfinns i Nordamerika (4 arter) och Asien (4–6 arter). I Sverige odlas flera av arterna som prydnadsträd och de förvildade exemplar man påträffar är oftast jättehemlock (T. heterophylla), men även berghemlock (T. mertensiana) och hemlock (T. canadensis) förekommer.
Hemlockgranar skiljs från granar främst genom att de har barr direkt på kvisten, medan gransläktet har ett kortare eller längre skaft på barren.
Namnet hemlock påstås komma från att krossade barr doftar likadant som den ytterst giftiga flockblomstriga växten odört Conium maculatum = hemlock på engelska.

## Arter
Arter enligt Catalogue of Life och Dyntaxa
- hemlock (Tsuga canadensis)
- Tsuga caroliniana
- Tsuga chinensis
- Tsuga diversifolia
- Tsuga dumosa
- Tsuga forrestii
- jättehemlock (Tsuga heterophylla)
- berghemlock (Tsuga mertensiana)
- Tsuga sieboldii

## Bildgalleri

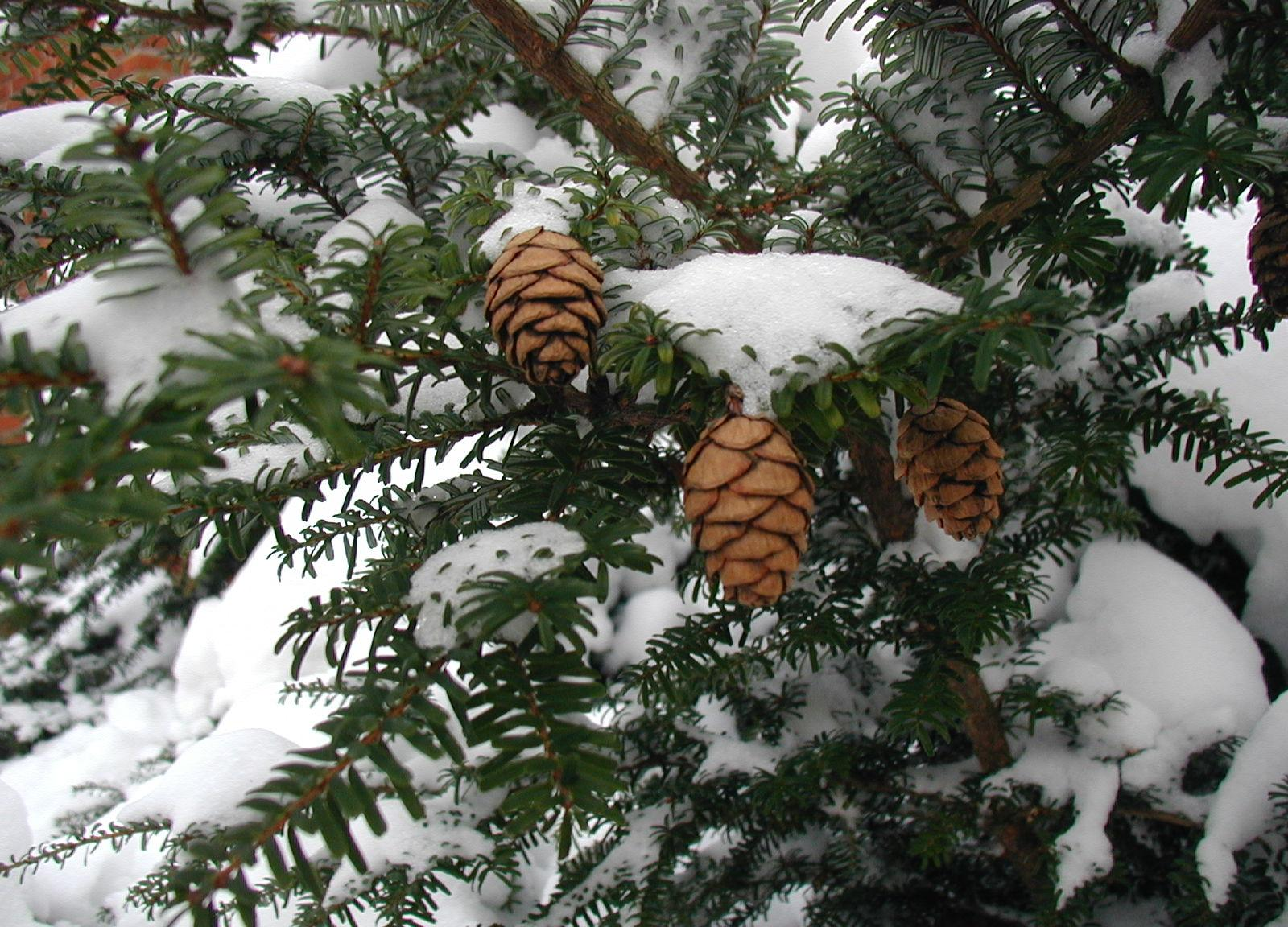
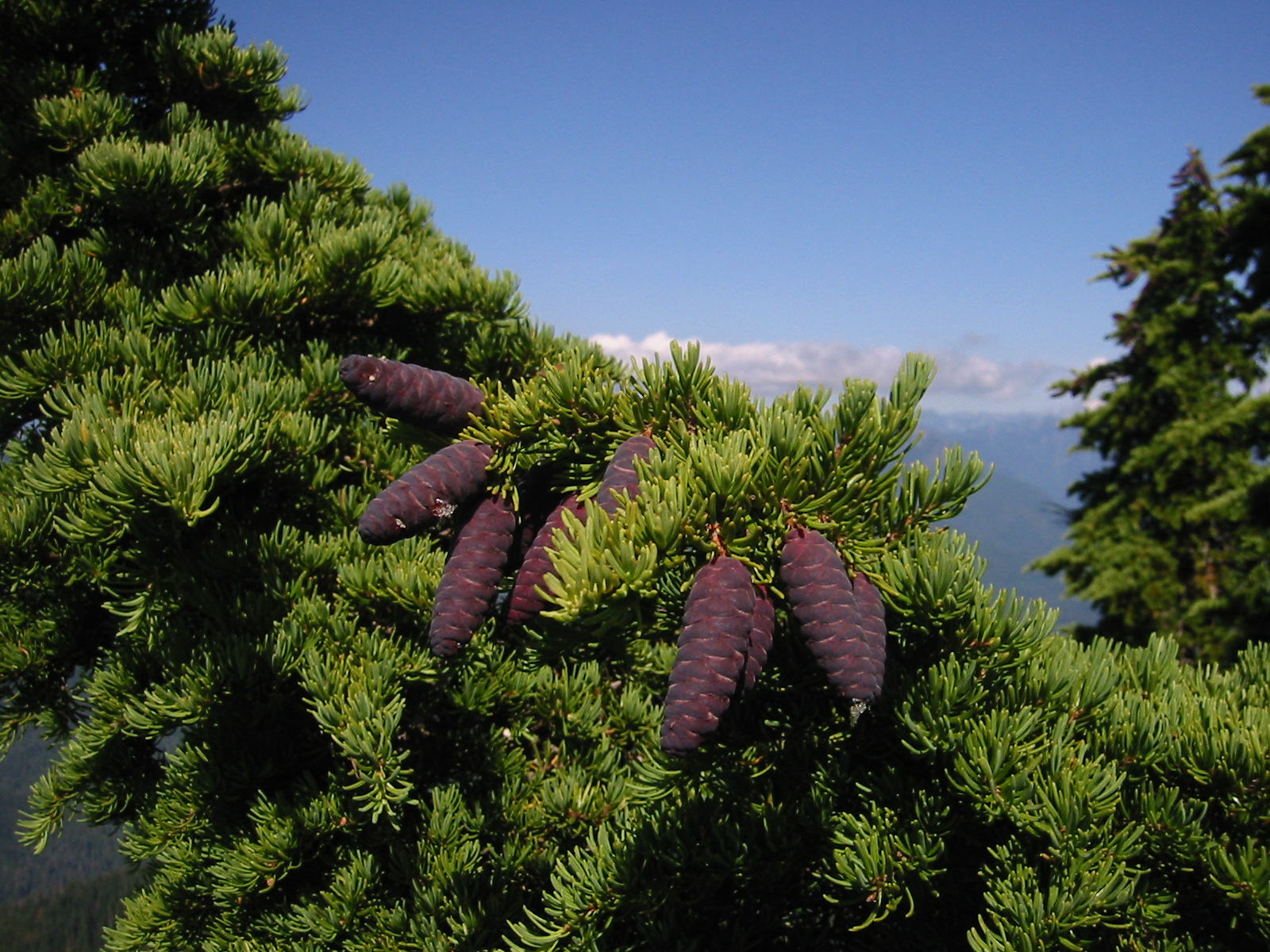
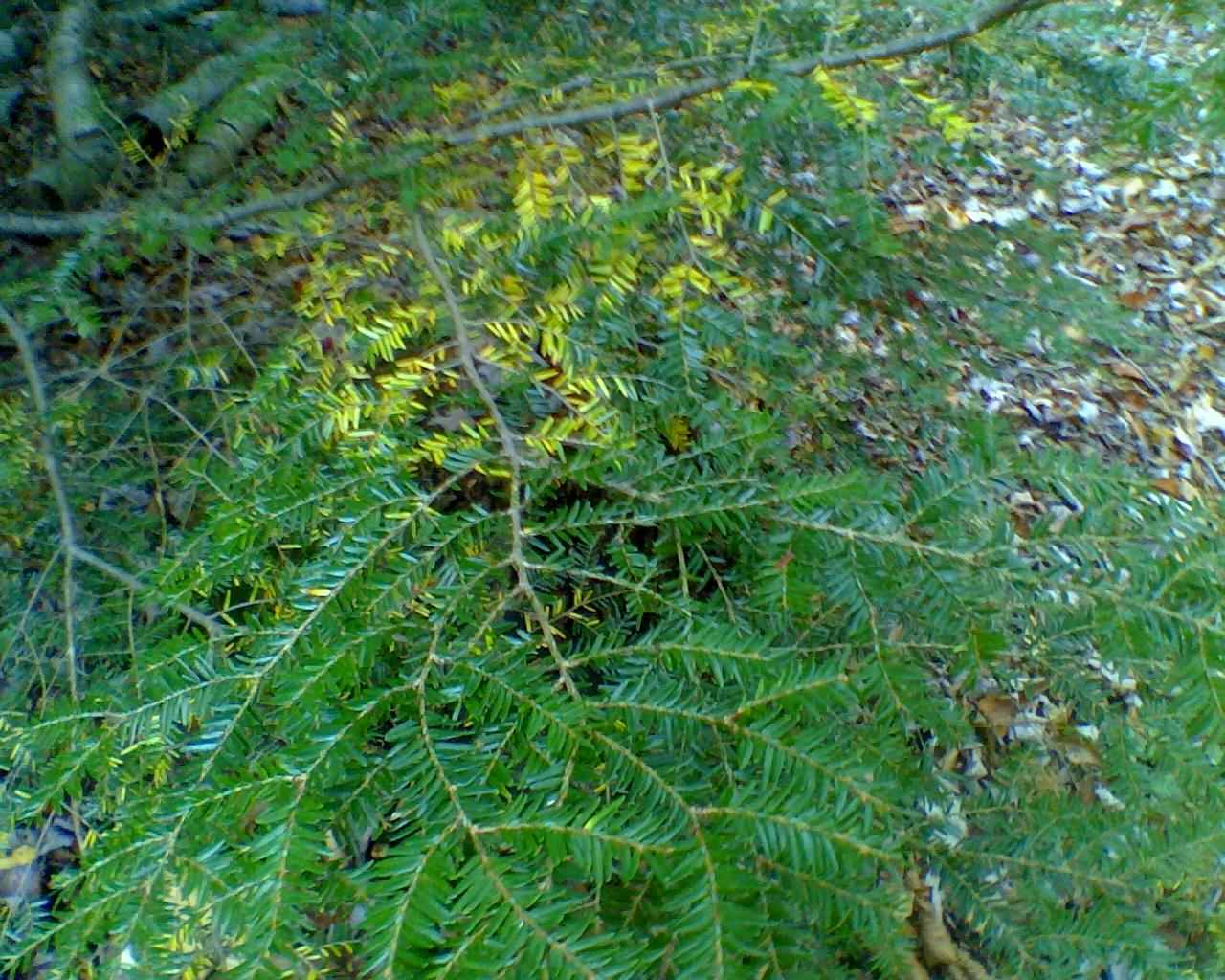